# Мандрива линукс
Mandriva Linux (раније Mandrakelinux или Mandrake Linux) је француска дистрибуција ГНУ/Линукса предузећа Mandriva (раније Mandrakesoft). Користи системRPM управљања пакетом RPM. Фреквенција актуелизовања дистрибуције је 12 месеци за компоненте оперативног система (језгро, системски софтвер, итд.) и 18 месеци за програмске пакете (управљање прозорима, десктоп окружења, веб прегледачи, итд.).

## Историја
Прво издање се појавило у јулу 1998. и засновано је на дистрибуцији Red Hat Linux (верзија 5.1) и корисничком окружењу KDE 1. Од тада се у великој мери одвојио од Red Hat-а и укључио велики број властитих алатки, углавном за лакшу конфигурацију система. Оснивач дистрибуције је Гаел Дивал, а сама дистрибуција се фокусира на лакоћи коришћења за нове кориснике. Дивал је такође саоснивач предузећа Mandriva, али је отпуштен 2006, заједно са многим другим запосленима. Касније, Дивал је најавио да ће поднети тужбу против компаније због „злоупотребе отпуштања“. 8. маја 2010, Mandriva је најавила да је предузеће, због финансијских проблема, на продају.

### Промена имена
Од свог оснивања до верзије 8.0, Mandrake је дистрибуцију назвао Linux-Mandrake. Од верзије 8.1 до 9.2 названа је Mandrake Linux.
У фебруару 2004, MandrakeSoft је изгубио судски спор против предузећа . Hearst је трврдио да је MandrakeSoft повредио заштитни знак стрипа о мађионичару Мандраку (Mandrake the Magician). MandrakeSoft је преименовао своје производе уклањањем размака између бренда и имена производа и мењањем првог слова имена производа у мало слово, стварајући тако једну реч. Почевши од верзије 10.0, Mandrake Linux је постао познат као Mandrakelinux.
У априлу 2005, Mandrakesoft је објавио куповину бразилске компаније Conectiva, која је правила дистрибуцију Линукса за португалско и шпанско говорно подручје Латинске Америке. Као резултат ове куповине и правни спор са предузећем , Mandrakesoft је најавио да ће ново име предузећа бити Mandriva и да ће Mandriva Linux бити ново име дистрибуције.